# Ordina Open 2004
Die Ordina Open 2004 waren ein Tennisturnier der WTA Tour 2004 für Damen und ein Tennisturnier der ATP Tour 2004 für Herren in Rosmalen in der Gemeinde ’s-Hertogenbosch und fanden zeitgleich vom 14. bis 20. Juni 2004 statt.

## Herrenturnier
→ Hauptartikel: Ordina Open 2004/Herren
→ Qualifikation: Ordina Open 2004/Herren/Qualifikation

## Damenturnier
→ Hauptartikel: Ordina Open 2004/Damen
→ Qualifikation: Ordina Open 2004/Damen/Qualifikation